# تپه پنجه علی
تپه پنجه علی مربوط به عصر مس و سنگ است و در شهرستان سرپل ذهاب، بخش مرکزی، دهستان حومه سرپل، جنوب شرق روستای دستک علیا واقع شده و این اثر در تاریخ ۲۶ اسفند ۱۳۸۷ با شمارهٔ ثبت ۲۵۴۵۷ به‌عنوان یکی از آثار ملی ایران به ثبت رسیده است.